# Xenophthalmus
Xenophthalmus is een geslacht van kreeftachtigen uit de klasse van de Malacostraca (hogere kreeftachtigen).

## Soorten
- Xenophthalmus pinnotheroides White, 1846
- Xenophthalmus wolffi Takeda & Miyake, 1970